# Енциклопедія позасонячних планет
Енциклопедія позасонячних планет (англ. Extrasolar Planets Encyclopaedia) — астрономічна онлайнова база даних, заснована у 1995 році французьким астрономом Жаном Шнайдером з Паризької обсерваторії в Медоні
. Сайт містить дані про всі відомі екзопланети та кандидати в екзопланети, з окремими сторінками для кожної планети та інтерактивним табличним каталогом. База даних постійно оновлюється з урахуванням нових даних з рецензованих публікацій і конференцій.
На сторінках каталогу планети перераховуються разом з їх основними властивостями, такими як рік відкриття планети, маса, радіус, орбітальний період, велика піввісь, ексцентриситет, нахил, довгота висхідного вузла, включаючи діапазони помилок.
Окремі сторінки містять дані про материнську зорю, такі як назва, відстань (pc), спектральний клас, ефективна температура, видима зоряна величина, маса, радіус, вік, пряме сходження, схилення.